# Chomsongdae
Chomsongdae war ein astronomisches und meteorologisches Observatorium in der Stadt Kaesŏng in Nordkorea. Die Überreste sind als Nummer 131 in der Liste der Nationalschätze von Nordkorea eingetragen und Bestandteil der Welterbestätte Historische Monumente und Stätten von Kaesŏng.

## Lage
Das Observatorium liegt im Nordwesten von Kaesŏng im Stadtbezirk Song'ak-tong am Fuß des Berges Songak am Westrand des Geländes des ehemaligen Königspalastes Manwoldae.

## Geschichte
Das Observatorium wurde um 919 zu Beginn der Regierungszeit des Königs Wang Geon erbaut, als er die Hauptstadt des von ihm gegründeten Königreichs Goryeo nach Kaesŏng verlegte. Zusammen mit dem aus der Silla-Zeit stammenden Observatorium Cheomseongdae zählt es zu den ältesten erhaltenen Sternwarten der Welt. In dem Observatorium wurden astronomische und meteorologische Beobachtungen und Messungen durchgeführt.
Nach dem Untergang des Königreichs und der Verlegung der Hauptstadt des Nachfolgerreichs Joseon nach Seoul verfiel das Observatorium. Nur noch die Plattform ist erhalten. Aufgrund von in der Nähe des Observatoriums gefundenen Materialien vermuten Fachleute, dass die Plattform einen zweigeschossigen Aufbau hatte.

## Beschreibung
Zentraler Bestandteil des Observatoriums ist eine etwa 3 Meter hohe und etwa 2,60 Meter im Quadrat messende Plattform, die von 5 Pfeilern getragen wird. Pfeiler und Plattform sind aus massiven Granitblöcken gebildet. Vier der etwa 40 Zentimeter im Quadrat messenden Pfeiler sind an den Ecken eines Quadrats mit einer Seitenlänge von etwa 2,10 Metern aufgestellt, der fünfte in der Mitte. Die Säulen tragen steinerne Querbalken, vier im Quadrat zwischen den Eckpfeilern und einer in der Mitte, nur von dem Mittelpfeiler gestützt. Die Querbalken sind geschlitzt und durch Eisenplatten miteinander verbunden. Sechs auf die Querbalken aufgelegte Steinplatten bilden die Oberfläche der Plattform.